# Dujam Marković
Dujam (Duje) Marković (? - 19. kolovoza 1691.) je bio bački hrvatski plemić, jedan od predvoditelja seobe Hrvata 1687. u Bačku, što je bila druga velika seoba Hrvata u Bačku poslije one iz 1610. godine. 
Zajedno s Jurjem Vidakovićem, koji je poslije postao kapetan u Baču, od bečkog je Ratnog vijeća zaiskao da za 5000 hrvatskih doseljenika iz krajeva pod osmanskom vlašću dodijeli opustjele tvrđave i zemlju u Bačkoj. Zahtjevu je udovoljeno, i za zemljiše i za nove stanovnike.
Tako je poveo bunjevačke Hrvate u seobu zajedno s Jurjem Vidakovićem i fra Anđelkom Šarčevićem, a po odobrenju bečkog dvora. U Bačku su preveli i naselili oko 5000 duša iz Bosne i Hercegovine u okolinu Segeda, Baje, Sombora i Subotice, zatim Kaloče, Sente, Bača i okolnih naselja.
Bio je somborskim kapetanom i vojskovođom bunjevačkih Hrvata u borbi protiv Turaka u Bačkoj. Istakao se 1691. u bitci kod Sente.